# Stomatium murinum
Stomatium murinum är en isörtsväxtart som först beskrevs av Adrian Hardy Haworth, och fick sitt nu gällande namn av Schwant. och Hans Jacobsen. Stomatium murinum ingår i släktet Stomatium och familjen isörtsväxter. Inga underarter finns listade i Catalogue of Life.